# Pentax K200D
Die Pentax K200D ist eine digitale Spiegelreflexkamera der Einstiegsklasse, die im Januar 2008 vorgestellt wurde. Sie hat einen CCD-Sensor mit einer effektiven Auflösung von 10,2 Millionen Pixeln, die maximale Bildgröße ist 3872 × 2592 Pixel. Sie ist das Nachfolgemodell der Pentax K100D und deren Derivate, hat jedoch im Funktionsumfang vieles vom höher eingestuften Modell Pentax K10D übernommen.
Mit der in den USA unter dem Namen Pentax K2000 vermarkteten Pentax K-m kam schließlich im Sommer 2008 ein noch preisgünstigeres Einsteigermodell auf den europäischen Markt.

## Wichtige Merkmale
Die K200D besitzt einen CCD-Sensor mit einer Auflösung von effektiv 10,2 Megapixeln und verfügt über das mit allen Objektiven funktionierende Bildstabilisierungssystem Shake Reduction, bei dem der Sensor beweglich gelagert ist. Die elektromagnetische Sensorbewegung kann auch genutzt werden, um eventuell am Sensor anhaftende Verunreinigungen abzuschütteln. Die K200D ist durch ein System von 60 Dichtungen gegen Spritzwasser und Staub geschützt (ebenso wie die Pentax K10D).
Die Belichtungsparameter lassen sich über ein Einstellrad (Daumenrad) an der rechten oberen Ecke der Kamerarückseite regeln. Die Funktionen des Rades sind in den jeweiligen Belichtungsprogrammen festgelegt und teilweise konfigurierbar.
Wie für ein Einsteigermodell üblich, verfügt die K200D über Motivprogramme und eine Motivprogramm-Automatik, mit denen die Belichtung an die Aufnahmesituation angepasst wird. Neben den üblichen Belichtungsautomatiken Programm-, Blenden- und Zeitautomatik hat sie zusätzlich das in der K10D eingeführte Programm Sv, in dem der ISO-Wert mit dem Einstellrad wählbar ist. Daneben ist die K200D mit einer ISO-Automatik mit wählbarem Höchstwert ausgestattet, der ISO-Bereich reicht von 100 bis 1600. Im Programm P lassen sich die Parameter Schärfe, Farben und Kontrast für die kameraseitige JPEG-Erstellung bei der Aufnahme konfigurieren und in mehreren vordefinierten Profilen ablegen.
Die Kamera speichert RAW-Aufnahmen entweder im Pentax-eigenen PEF-Format oder im universellen von Adobe entwickelten DNG-Format. Für die temporäre Umschaltung ins RAW-Format besitzt die K200D eine eigene Taste. Als RAW-Dateien aufgenommene Bilder können nachträglich innerhalb der Kamera mit einstellbaren Parametern ins JPEG-Format umgewandelt werden.
Die Stromversorgung erfolgt durch vier Standardzellen der Größe AA (Mignon).

## Bajonett und Objektive
Die K200D ist mit dem KAF2-Bajonett in der Version ohne mechanischen Blendensimulator ausgestattet. Objektive, die über einen Blendenring ohne A-Stellung verfügen, können nur mit Arbeitsblendenmessung verwendet werden. Das betrifft alle Objektive, die mit der ursprünglichen Variante des K-Bajonetts ausgestattet sind und von 1977 bis etwa 1984 hergestellt wurden. Man kann die Kamera allerdings bei Verwendung solcher Objektive durch das Betätigen der grünen Taste kurz automatisch abblenden und dabei die Belichtung ermitteln lassen (Auto-Arbeitsblendenmessung). Der Grund für diese Vorgehensweise ist die fehlende Rückmeldung über die eingestellte Blende vom Objektiv zum Kameragehäuse. Diese Betriebsart muss erst im Einstellungsmenu aktiviert werden. Objektive mit so genanntem Power-Zoom können ebenfalls verwendet werden, wobei allerdings die elektrische Brennweitenverstellung nicht genutzt werden kann, denn die dafür vorgesehenen elektrischen Kontakte am Bajonett werden inzwischen für den Ultraschallmotor für den Autofokus verwendet.
Neben Objektiven mit K-Bajonett können M42-Objektive in Verbindung mit Adaptern genutzt werden. Dabei wird der Blendenmechanismus nicht von der Kamera betätigt.

## Fokussierung
Der Autofokus verfügt über elf Sensoren, davon neun Kreuzsensoren, und zeigt den Fokuspunkt im Sucher als Leuchtpunkt an; ebenso ist die Wahl eines bestimmten Sensors für die Fokussierung möglich. Das Bajonett verfügt neben dem herkömmlichen Autofokus-Antrieb, also einem im Gehäuse eingebauten Motor, auch über elektrische Kontakte für die Ansteuerung von SDM-Objektiven mit eigenem Ultraschallmotor.
Bei manueller Fokussierung ist der mittlere AF-Sensor als Hilfe aktiv, und bei Erreichen des Fokuspunktes wird dies im Sucher signalisiert. Die Mattscheibe verfügt über keinerlei Einstellhilfen wie Schnittbildindikator oder Mikroprismenring, und alternative Mattscheiben werden durch Pentax nicht angeboten. Allerdings ist ein Austausch technisch möglich und es gibt andere Anbieter, die alternative Mattscheiben vertreiben. Zusätzlich verfügt die K200D eine als Catch-In-Focus bezeichnete „Fokus-Falle“, die den Verschluss auslöst, wenn ein Objekt als scharf erkannt wird.
Mit der Abblendtaste kann entweder ein digitales Vorschaubild erstellt, oder noch vor der Belichtung die Blende kurzzeitig geschlossen werden, um durch den Sucher eine Vorschau der Schärfentiefe zu erhalten.

## Tests und Kritiken
Während viele Tests der Pentax K200D eine gute Bildqualität im Rohdatenformat bescheinigten, wurde gleichzeitig die Qualität der JPEG-Bilder im Hinblick auf Rauschunterdrückung und Farbigkeit kritisiert. Allerdings kann der Anwender mit den vielfältigen Einstellmöglichkeiten die konservativen Werkseinstellungen ändern und eine Anpassung an die persönlichen Vorlieben vornehmen.